# 青い帽子の男
『青い帽子の男』（あおいぼうしのおとこ）は、初期フランドル派の画家ヤン・ファン・エイクが描いた絵画。木板に油彩で描かれた板絵で、ルーマニアのシビウのブルケンタール国立博物館 (en:Brukenthal National Museum) が所蔵している。額装のフレームも入れて22.5 cm x 16.6 cm という小さな肖像画で、1430年から1433年ごろに制作依頼を受けて描かれた作品である。やや大きめに表現された頭部、暗色で塗りつぶされた背景、医学的に正確な詳細表現や肌質表現、そして錯視的効果など、ファン・エイクが世俗人を描いた肖像画の典型ともいえる要素が多く見られる作品となっている。ファン・エイク自身はこの作品に題名をつけておらず、ファン・エイクが描いたほかの肖像画の多くと同様に、描かれている人物が誰であるのかは伝わっていない。右手に指輪をもっているため、以前には描かれている男性が宝石商あるいは金細工師だったとされており、『宝石商』など時代によってさまざまな名称で呼ばれてきた作品だった。現在の美術史家には、右手の指輪は婚約の象徴だと解釈され、作品の名称も男性がかぶっている頭飾りの色や形にちなんだ名称で呼ばれることが多い。
『青い帽子の男』がファン・エイクの作品であると鑑定されたのは19世紀後半だったが、異論を唱える美術史家も少なくなかった。しかしながら1991年に赤外線による解析が行われ、発見された下絵の存在と油彩技法から、現在では間違いなくファン・エイクの作品だと同定されている。
1948年以前から『青い帽子の男』はルーマニアのシビウのブルケンタール国立博物館が所蔵していた。1945年に成立したルーマニア社会主義共和国政府が、『青い帽子の男』などブルケンタール国立博物館が所蔵する最重要絵画作品18点を接収し、ブカレストのルーマニア国立美術館 (en:National Museum of Art of Romania) へと移した。その後シビウが欧州文化首都に選定される2007年に間に合うように、2006年末にブルケンタール国立博物館へと返還された

。

## 外観
『青い帽子の男』に描かれている男性の顔は斜め前を向いており、画面左手から差し込む光に照らし出されている。この構図は明暗の対比と、男性の表情に鑑賞者の注意を惹き付けることを意図している。茶色の目をした男性は無感情で、下がった口角もあって憂鬱そうにも見える。黒の肌着の上に毛皮で縁取りされた高価な上着を着用していることから、この男性は貴族階級出身であることは間違いない。頭に被っているのはシャペロン (en:Chaperon (headgear)) と呼ばれる帽子ないし頭巾の一種で、端が不規則に刻まれた二本の長い垂れ飾りが男性の肩から胸へと落ちている。このシャペロンのきわめて鮮やかで印象的な青の彩色には、高価な天然石ラピスラズリを原料とする顔料が使用されており、このことは作品制作依頼主である男性の富裕さを示唆している。『青い帽子の男』と同じような頭飾りは、ファン・エイクが1443年に描いた自画像とも言われる『ターバンの男』や、1435年ごろの『宰相ロランの聖母』の背景遠景に見える人物像などにも描かれている。このスタイルの頭飾りの流行は1430年代半ばには下火となっており、『青い帽子の男』が1430年代半ば以前に描かれたという説の根拠となっている。
『青い帽子の男』の男性が右手に持つ指輪が何を意味しているのか正確にはわかっていないが、少なくとも美術史家エルヴィン・パノフスキーの研究以前には、この男性が宝石商あるいは金細工師であることを示唆しているという説が主流だった。パノフスキーの研究以降、いまだ面識のない女性とその家族への結婚申込用の肖像画として描かれたのではないかという説が有力となった。この『青い帽子の男』は、装飾写本の挿絵であるミニアチュールとほぼ同じ大きさの小規模な作品であり、未来の花嫁に送る肖像画として梱包や運搬に適した大きさであることも、この説を支持する根拠となっている。

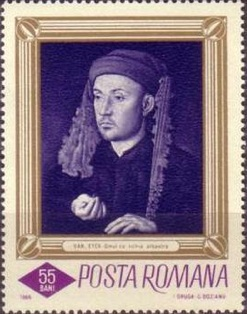
1966年にルーマニアで発行された切手。『青い帽子の男』が意匠となっている。

『青い帽子の男』の男性は無精髭を生やした顔で描かれている。ファン・エイクの男性肖像画には無精髭の男性を描いたものが多く、これは数日間髭を剃っていない様子を表現したものか、あるいはロンドンのナショナル・ギャラリーのキュレータである美術史家ローン・キャンベル (en:Lorne Campbell (art historian)) のように「どちらかといえば剃り残し」と見なす研究家もいる。キャンベルは無精髭の男性が描かれたファン・エイクの作品として『ヘントの祭壇画』の制作依頼主ヨドクス・フィエト、『枢機卿ニッコロ・アルベルガティ』、『ターバンの男』、『ファン・デル・パーレの聖母子』、『宰相ロランの聖母』、『ヤン・デ・レーウの肖像』を挙げている。美術史家ティル＝ホルガー・ボルヘルトはファンエイクが描いた男性の「精密かつ正確で、まったく理想化されていない」髭の描写を高く評価した。面識のない結婚相手やその家族からすると、婚約用の肖像画が財力や性格を把握するほとんど唯一の手段であり、そのような用途に用いる肖像画を本人よりも理想化して描かせることは、当時の婚約用肖像画が描かれた背景として興味深い。キャロル・リチャードソンは、『青い帽子の男』のように理想化されていない婚約用肖像画は、当時としては極めて珍しく衝撃的なものだったであろうことを指摘し、ファン・エイクの卓越した絵画技術で描かれた真実味あふれる肖像画が、逆にこの男性の重要性と信頼性を引き立てているとしている。
『青い帽子の男』には錯視効果を意図している場所が二箇所ある。ひとつは男性の右手と指輪で、この部分は画面から浮かび上がっているかのように表現されている。もう一箇所は欄干の上に置かれているかのようなポーズで描かれている右腕で、もともとはオリジナルの額装（現存せず）の下部フレームに右腕が置かれているように見える構図となっていた。

## 作者の同定
『青い帽子の男』にはファン・エイク自身の署名や制作年の記述は残っていないが、奇妙なことに画面向かって左上にはアルブレヒト・デューラー (Albrecht Dürer)の署名を思わせる「AD」というモノグラムと「1492年」という日付が記されている。これらは後世になってから何らかの理由で、何者かによって偽造されたものである。『青い帽子の男』がファン・エイクの作品であると言われ始めたのは19世紀後半からで、1902年にブルッヘで開催された展示会でもファン・エイクの作品として紹介された。しかしながら、ファン・エイクの作品であるという説には異論も多く、20世紀になってからも美術史家の間で激しい論争が繰り返されてきた。マックス・ヤーコプ・フリートレンダー (en:Max Jakob Friedländer) やジョルジュ・ユラン・ド・ルーなどの美術史家たちは、『青い帽子の男』がファン・エイクが描いた作品であると強く主張し、その根拠としてロンドンのナショナル・ギャラリーが所蔵する、ファン・エイク自身で書いた署名と1432年という制作年が残る『ティモテオスの肖像』との多くの類似性を挙げた。フリートレンダーはカール・フォルが唱えた『青い帽子の男』は1490年代の作品であり、作者はファン・エイクの模倣者であるという説を激しく否定した。後にフォルは制作年代が1430年代前半であるという説には同意したが、ファン・エイクが描いた作品ではないと主張し続けた。30数年後にエルヴィン・パノフスキーも、『青い帽子の男』は表現が弱々しく、優れた技量を持つ熟練した画家の作品とは考えられないとしてフォルの説を支持した。
1991年に行われた修復作業と赤外線による解析で、下絵の存在が明らかになったことと、ファン・エイクの署名の残るほかの作品との絵画技法の類似点が立証され、現在では『青い帽子の男』はファン・エイクの真作であると認定されている。